# Popis iseljeničkih nogometnih klubova u Švedskoj
Popis iseljeničkih nogometnih klubova u Švedskoj.
(popis nepotpun)
- Akropolis IF
- Albanska IF
- Arameiska-Syrianska KIF
- Assyriska BK
- Assyriska Rinkeby IF
- Assyriska Föreningen
- Assyriska Föreningen (Norrköping)
- FBK Balkan
- Bosna FC
- IF Bosna Hercegovina Linköping
- NK Croatia (Malmö)
- Croatia Stockholm IF
- HKSD Croatia (Helsingborg) (Croatia IF)
- HD Velebit Göteborg (isto što i KF Velebit Göteborg?)
- Finlandia/Pallo IF (iseljenički ili manjinski klub?)
- SK Hakoah (iseljenički ili manjinski klub?)
- Interamerica FKK
- Konyaspor KIF
- KSF Kosova IF
- KSF Makedonija
- Malmö Anadolu BI
- Palestinska IF
- FC Panamericano
- MF Pelister
- KSF Prespa Birlik
- BKF Sarajevo
- Syrianska FC
- FC Syrianska Jönköping
- Syrianska IF Kerburan
- Topkapi IK
- Turkiska SK
- Valsta Syrianska IK
- Örebro Syrianska BK